# Chionaema masana
Chionaema masana là một loài bướm đêm thuộc phân họ Arctiinae, họ Erebidae.